# Ödhult
Ödhult är en by i Målilla socken, Hultsfreds kommun, Omkring sex kilometer söder om Hultsfred. Byn ligger vid den smalspåriga järnvägslinjen Växjö-Åseda-Hultsfred.
Byn omtalas första gången 1320 ('bona ista...Øahult'), då Birgitta Birgersdotter (Finsta-ätten) ärvde Ödhult efter sin mor Ingeborg Bengsdotter (Folkungaättens lagmansgren), och lydde då under Hagelsrum. Från 1447, och åtminstone till 1560, innehade Vadstena kloster två gårdar i byn.

## Ödhults station
Ödhults station öppnade 1922, lades ned 1972 och återöppnades som hållplats 1987. Den hade stationssignaturen Öd (från 1940 Ödh). Stationshuset är byggt i nationalromantiskt stil med stående träpanel, målat ii falurött, efter samma ritningar som stationerna i Flaten och Hultarp.